# Peyrolles-en-Provence
Peyrolles-en-Provence település Franciaországban, Bouches-du-Rhône megyében. Lakosainak száma 5316 fő (2022. január 1.). Peyrolles-en-Provence Jouques, Meyrargues, Vauvenargues és Pertuis községekkel határos.

## Népesség
A település népességének változása:
| Lakosok száma | 2249 | 2560 | 2918 | 4240 | 4956 | 4976 | 5105 | 5134 | 5129 | 5316 |
|               | 1968 | 1982 | 1990 | 2006 | 2013 | 2015 | 2017 | 2019 | 2020 | 2022 |